# Claudio Vinazzani
Claudio Vinazzani (Carrara, 18 aprile 1954) è un ex calciatore, allenatore di calcio e dirigente sportivo italiano, di ruolo centrocampista.

## Biografia
Nel periodo in cui Vinazzani giocò nel Napoli, aprì un negozio di articoli sportivi proprio nella città partenopea, a poche centinaia di metri dallo stadio San Paolo, attività commerciale esistente ma non più di sua proprietà.
In seguito Vinazzani intraprese anche l'attività politica, diventando nel 1998 consigliere al Comune di Carrara con la lista civica "Carrara città del mondo" e successivamente coordinatore comunale del Popolo della Libertà, ruolo dal quale si dimise nel 2011.

## Carriera

### Giocatore
Militò nei primi anni nella Massese, con una parentesi all'Olbia nell'annata 1973-1974. Nel 1976 passò al Napoli, con cui collezionò 188 presenze in Serie A, segnando 4 gol.
Dopo sette stagioni, nel 1983 venne ceduto alla Lazio, disputando fino al 1986 due stagioni in Serie A e una in Serie B.
In quello stesso anno rimase coinvolto nello scandalo del Totonero-bis per aver combinato alcune partite di campionato. Al termine del processo sportivo venne squalificato per cinque anni, con richiesta di radiazione da tutte le manifestazioni calcistiche italiane; richiesta in seguito accolta, terminando così la carriera calcistica all'età di 32 anni. La condotta di Vinazzani costò inoltre alla Lazio una penalizzazione di 9 punti nella stagione 1986-1987.

### Dopo il ritiro
Iniziò la carriera di allenatore in una delle squadre con le quali aveva giocato, ossia nella Carrarese. Nella stagione 1999-2000 sedette sulla panchina dell'Entella Chiavari, ma non risultò un'esperienza del tutto positiva: la formazione ligure, classificatasi al quart'ultimo posto, retrocesse al termine di quel campionato.
Oltre all'esperienza in panchina, Vinazzani diventò anche dirigente ricoprendo l'incarico di direttore sportivo nella Carrarese, di coordinatore dell'area tecnica del FoceLunezia, e divenendo nel 2012 capo degli osservatori dello Spezia.

## Palmarès

### Giocatore
- Coppa di Lega Italo-Inglese: 1

Napoli: 1976